# Alles fließt (Grossman)
Alles fließt (russ. Всё течёт, Wsjo tetschot) ist eine streckenweise essayhafte Erzählung des russischen Schriftstellers Wassili Grossman, die in den Jahren 1955 bis 1963 entstand und 1989 im Juniheft der Zeitschrift Oktober in Moskau erstmals in der Sowjetunion abgedruckt wurde.

## Überblick
Diese essayistische Fiktion zerfällt in drei Themata. Erstens ist der Textkorpus gestaltet als ernüchternde Reise eines Greises aus dem Gulag nach Hause in den europäischen Teil der Sowjetunion; erzählerisch gerahmt mit einer anrührenden kleinen Geschichte. Der Protagonist Iwan Grigorjewitsch, Wanja gerufen, in Sotschi geboren und aufgewachsen, träumt im Gulag: Der kleine Wanja weint, weil die Russen die Tscherkessen von der Krim in die Türkei vertrieben hatten. Wanjas Vater wiegelt ab: „Sie hätten hierbleiben … können“. Am Schluss des zutiefst deprimierenden Textes kehrt Iwan Grigorjewitsch krank und ergraut in den mit Dornengestrüpp überwucherten Garten am Vaterhaus zurück und bedauert seine Heimkehr. Jetzt kann er verstehen, weshalb manche Häftlinge in Sibirien geblieben sind. „Draußen in der Freiheit ist es wirklich schrecklich!“
Zweitens liegt ein Erlebnisbericht vor: Was ist Iwan Grigorjewitsch in den letzten dreißig Jahren zugestoßen beziehungsweise welche unfassbaren Schicksale aus dieser Zeit sind ihm im Gulag Workuta und in sibirischen Lagern an den sibirischen Ufern des Nördlichen Eismeeres sowie im Kolymagebiet und in Norilsk bekannt geworden?
Und drittens, was verbirgt sich hinter dem Titel Alles fließt? Antwort: Heraklits  „Alles bewegt sich fort und nichts bleibt“ wird nicht erzählerisch, sondern als rein philosophisches Traktat exemplifiziert. Dieses schwergewichtige dritte Thema – implementiert als Essay, also keine Prosa – lässt sich etwa umschreiben mit: Was ist der Mensch? Genauer: Wie ist der russische Mensch gestrickt? Lenin wird nicht nur als Philanthrop vorgestellt, sondern als erbarmungsloser Vernichter seiner unzähligen Feinde. Dabei sei Lenin weiter nichts als das Produkt der russischen Geschichte der letzten neun Jahrhunderte gewesen. Das heißt, Wassili Grossman resümiert 1963 in dieser seiner letzten Prosaarbeit, die Todesopfer in den sowjetischen Gulags seien nicht nur von den beiden Fanatikern Lenin und Stalin verschuldet, sondern verursacht als Resultat weit zurückreichender russischer Geschichte.

## Veröffentlichungen
1961 war das fertige Manuskript in der Sowjetunion auf Grund der Zensur in der Sowjetunion konfisziert worden. Wassili Grossman schrieb um. Die Zweitfassung aus dem Jahr 1963 erschien postum 1970 auf Russisch und 1972 auf Deutsch – beide Male im Possev-Verlag, V. Gorachek K.G. in Frankfurt am Main. Die Übertragung ins Deutsche hatte Nikolai Artemoff besorgt. Ludwig Homann hatte den Übersetzer seinerzeit beraten. 1971 kam die Übersetzung ins Italienische (Tutto scorre...), 1972 ins Englische (Forever flowing, Übersetzer: Thomas P. Whitney (1917–2007)), 1973 ins Spanische (Todo fluye), 1974 ins Hebräische (ל זורם), 1984 ins Französische (Tout passe) und Polnische (Wszystko płynie) sowie 1990 ins Estnische (Kōik voolab) heraus. 1990 erschien im Verlag Volk und Welt eine weitere deutsche Ausgabe, die auf dem im Vorjahr der Zeitschrift Oktober veröffentlichten Text basiert und deren Übersetzung von Renate Landa besorgt wurde. 

## Inhalt der 26 Kapitel
1–4
Sowjetunion anno 1955: Der Zug aus Chabarowsk mit Iwan Grigorjewitsch an Bord dringt nach tagelanger Fahrt in den Moskauer Datschengürtel ein. Der speckigen Wattejacke und den abgetragenen Soldatenschuhen des Reisenden sieht man den Sträfling, der 30 Jahre in Gefängnissen und Lagern zugebracht hat, auf den ersten Blick an. So wird der an Sklerose erkrankte dann unterwegs auf seiner Reise von Fremden gutmütig mit „Opa“ angeredet. Bevor Iwan Grigorjewitsch seinen Moskauer Cousin aufsucht, begibt er sich zunächst – im Kampf gegen das Ungeziefer – ins Dampfbad.
Der gleichaltrige Cousin hat inzwischen als Wissenschaftler Karriere gemacht; hat auch als Opportunist den Brief gegen die Mörder-Ärzte mitunterzeichnet.
5–9
Iwan Grigorjewitsch hatte um 1926 als Student in einem Leningrader Hörsaal seine Stimme gegen die Diktatur erhoben, war postwendend relegiert worden und hatte seitdem die Haftanstalten nur kurzzeitig verlassen. Bei dem Cousin hat Iwan Grigorjewitsch nichts verloren. Aber seine erste Liebe – Anja Samkowskaja, wohnhaft in Leningrad – möchte er doch wiedersehen. Also fährt er – wieder per Bahn – an die Newa. Anna Wladimirowna, wie sie jetzt heißt, inzwischen kränklich und grauhaarig, ist mit einem Chemophysiker verheiratet. Zwar streicht Iwan Grigorjewitsch drei Tage durch die Stadt, findet auch die Straße, die Hausnummer und wirft einen Blick hinauf zu der Wohnung, doch zu einer Begegnung kommt es nicht. Die Geliebte stirbt an Lungenkrebs. Iwan Grigorjewitsch begegnet in der Stadt Vitali Pinegin. Letzterem, der ihn vor dreißig Jahren denunziert hatte, verzeiht Iwan Grigorjewitsch wortlos, wie er seinem Cousin mit pointierten Erwiderungen verziehen hat. Beide – der Moskauer und der Leningrader – haben inzwischen hohe akademische Grade erreicht; besitzen „Datschen, Sparbücher, Orden, Autos“.
10–13
Iwan Grigorjewitsch kommt als Hilfs-Schlosser unter und erinnert sich. Die meisten Mithäftlinge hatten gar nicht gegen die Sowjetmacht gekämpft. Ehemalige Offiziere unter dem Zaren waren in den Gulag gekommen, damit sie nicht mehr als Monarchisten aktiv werden konnten. Iwan Grigorjewitsch denkt an die Frauenlager. Darin war die stille Maschenka Ljubimowa zu Tode gekommen. Zuvor war die 26-jährige Mutter der kleinen Julia wegen „Nichtanzeige konterrevolutionärer Verbrechen“, also wegen Verbrechen, die ihr Ehemann höchstwahrscheinlich gar nicht verübt hatte, vom Jaroslawler Güterbahnhof aus im Güterwagen auf die Reise nach Sibirien geschickt worden. Eine Flucht unterwegs war auf solchen Transporten kaum möglich gewesen. Denn wer sich etwa durch ein Loch im Wagenboden zwängen konnte und sich aufs Gleisbett warf, wurde am letzten Wagen von einem Stahlkamm zerfetzt. Wer auf das Wagendach gelangte, wurde von einem fest aufgebauten MG beschossen. Hoffnung auf Erlösung von dem Übel hatte Maschenka, wie alle „die Gefallenen, die Zermürbten und die Zähen“, von Anfang ihrer 9000 km langen „Reise“ an bis zuletzt gehabt. In einem Magadaner Gulag war die Frau, an Typhus erkrankt, zur Straßenreparatur gezwungen worden. Welch ein Glück, als Maschenka mit dem gleichgültigen, stark betrunkenen Oberaufseher Semissotow zweimal in der Woche schlafen musste. Aber der schweigsam-mürrische Semissotow, der sie nach dem erzwungenen Beischlaf immer noch siezte, wurde versetzt und Maschenka musste wieder hinaus zur Knochenarbeit. Vor ihrem Tode hatte Maschenka begriffen – ihr Ehemann war umgebracht worden.
14–20
Iwan Grigorjewitsch wird den Gedanken an seine Mutter und die Entkulakisierung, die im Dezember 1929 begann, nicht los. Zuerst wurden die Männer erschossen, die unter Denikin gekämpft hatten. Dann „kam“ für den Rest „die Todesstrafe durch Hunger“. Fast undenkbar – sollte Stalin tatsächlich solchen Massenmord befohlen haben? Und überhaupt, wie verschwanden zwischen 1936 und 1939 eine „Generation von Sowjetmenschen“? Wie verschwanden Postyschew, Kirow, Varjkis, Betal Kalmykow, Faisulla Chodshajew, Mendel Chatajewitsch und Eiche? Wassili Grossmans Kommentar: „Sie alle zeichneten sich durch Energie, Willenskraft und totale Unmenschlichkeit aus.“
21–26
Der Rest des Textes ist im Wesentlichen Essay. Aus der Wertung Lenins und Stalins soll hier nur ersterer herausgegriffen und einige Gedanken Wassili Grossmans zur Person Lenins aufgeführt werden. Der Autor offeriert eine ellenlange Liste von Exempeln für den treuherzigen, überaus volksnahen Lenin und weist lediglich in einem Nebensatz indirekt auf dessen Streit mit Martow über angemessenen staatlichen Terror hin. Wassili Grossman vergleicht die Besessenheit Lenins, dieses „monolithischen Einfaltspinsels“, mit der Awwakums. Es geht aber eigentlich um viel weitreichendere Zusammenhänge; um „die unerbittliche Unterdrückung der Persönlichkeit“ während der „tausendjährigen Geschichte der Russen“. Da hat zum Beispiel die Kraft des Leninschen Volksstaates, bauend auf der Unfreiheit des Russen, die westliche Welt nach dem Weltkrieg verblüfft. Jene Unfreiheit sei „neue Leibeigenschaft der Bauern und Arbeiter“. Die Rede ist von der „russischen Seele“; einer „tausendjährigen Sklavin“ – ein für den moderneren Westeuropäer schwerverständliches Phänomen. Das wäre dann wohl – nach Liquidierung der Gutsherren, Kaufleute und Fabrikanten – Rückfall in den Feudalismus. Für Wassili Grossman hat Lenin versagt, wenn der Autor den Weg des Revolutionsführers in einem Satz umschreibt: „Je härter sein [Lenins] Tritt, je schwerer seine Hand wurde, je willfähriger sich Rußland seiner gelehrten und revolutionären Gewalt ergab, desto geringer wurde seine Macht, gegen die wirklich satanische Kraft jahrhundertelanger Leibeigenschaft zu kämpfen.“ Wassili Grossman kann den Teufelskreis kaum überblicken: Lenin vernichtet – „im fanatischen Glauben an die Allmacht des Chirurgenmessers“ – Gutsherren, Kaufleute und Fabrikanten, bedient sich unfreier Russen (Leibeigenschaft) und erliegt jener fatalen falschen Wahl des Kampfmittels Unfreiheit; sprich der neuen Leibeigenschaft.

## Rezeption
- 13. April 2010 im Deutschlandfunk Kultur: Lutz Bunk bezeichnet den Autor als den „politisch-kämpferischen Tolstoi und den Chronisten der Schrecken des 20. Jahrhunderts“.[16]
- 8. Mai 2010 in der Tagespost: Ingo Langner zitiert das Credo des Autors: „Alles Unmenschliche ist sinn- und nutzlos.“[17]
- 10. Mai 2010 im CULTurMAG: Elfriede Müller anerkennt die „blitzgescheiten, emotionalen Überlegungen über das Scheitern des Sozialismus“.[18]
- 24. Juni 2010 im Deutschlandfunk: Brigitte van Kann umschreibt einen Kernpunkt des Textes mit einem  Anna-Achmatowa-Zitat: „Zwei Russlands sahen einander in die Augen“. Damit sind nach dem Ende der Stalin-Ära Opfer und Denunzianten gemeint.[19]
- 29. Juli 2010 in der Zeit: Nach Marie Schmidt habe die Moskauer Veröffentlichung anno 1989 dort einen „Literaturskandal“ nach sich gezogen.[20]
- 3. August 2010 im Tagesspiegel: Bernhard Schulz stellt klar, der Text sei kein Augenzeugenbericht. Wassili Grossmann sei nie in einen Gulag gesperrt worden. Im Gegenteil, während des Zweiten Weltkriegs sei er ein geschätzter Kriegsberichterstatter gewesen. Trotz eingelegter Moralpredigten enthalte das Buch lesenswerte, weil aufschlussreiche Wahrheiten.[21]
- 20. August 2010 im Focus: Endlich nach dem Zerfall der Sowjetunion werde auch im russischen Schriftstellerlexikon dieses Werk gelobt.[22]
- 6. September 2010 in der Berliner Literaturkritik: Friedemann Kohler fasst treffsicher zusammen: „Durch Umarbeitungen bis kurz vor seinem [Grossmans] Tod verlor das Werk die formale Einheit. Dafür wuchs es heran zu einem atemberaubend furchtlosen und klarsichtigen Essay über die russische Geschichte und einem Hohelied auf die Freiheit.“[23]
- 15. Oktober 2010 in der FAZ: Sabine Berking bescheinigt dem Text „politische Brisanz“.[24]
- 26. März 2011 in der NZZ: Uwe Stolzmann nennt das Werk einen „erfrischend irritierenden Text“.[25]
- 11. Oktober 2017 bei litteratur.ch: scheichsbeutel bemängelt jene „historisch-politische Analyse, die der Handlung aufgepropft und nicht in die Erzählung integriert wird.“[26]

### Deutschsprachige Ausgaben
- Wassilij Grossman: Alles fliesst. Aus dem Russischen von Nikolai Artemoff. Albrecht Knaus Verlag, München 1985, ISBN 3-8135-0613-4
- Wassili Grossman: Alles fließt. Erzählung. Aus dem Russischen von Renate Landa. Verlag Volk und Welt, Berlin 1990 (1. Aufl., verwendete Ausgabe), ISBN 3-353-00746-6
- Wassili Grossman: Alles fließt. Aus dem Russischen von Annelore Nitschke. Mit einem Nachwort von Franziska Thun-Hohenstein. Ullstein Buchverlage, Berlin 2010, ISBN 978-3-550-08795-0

### Sekundärliteratur
- Ina Müller (Hrsg.): Heidemarie Salevsky: Aspekte der Translation. Ausgewählte Beiträge zu Translation und Translationswissenschaft. Verlag Peter Lang, Frankfurt am Main 2009, ISBN 978-3-631-58186-5, S. 116